# Exile (US-amerikanische Band)

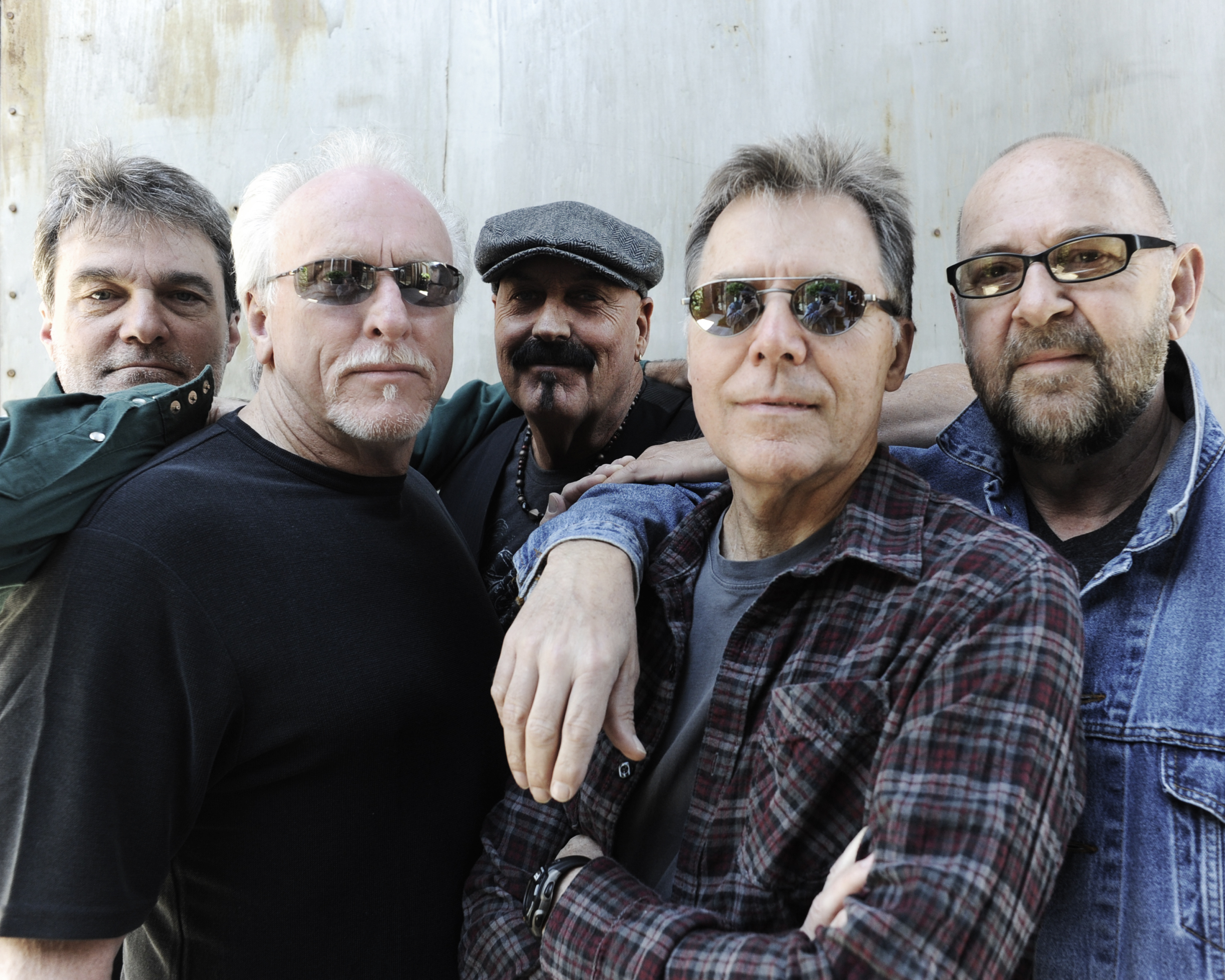
Exile (2013)

Exile ist eine amerikanische Band, die 1963 gegründet wurde. Die Gruppe spielte in den 1970er-Jahren zunächst Pop-Rock und hatte 1978 mit der Ballade Kiss You All Over einen Nummer-eins-Hit in den amerikanischen Billboard-Charts. In den 1980er-Jahren war sie mit Country-Rock erfolgreich und belegte zehnmal Platz eins der Country-Single-Charts.

## Bandgeschichte
Die Band formierte sich 1963 in Kentucky, nannte sich zunächst The Exiles und erst ab 1973 Exile. Frontmann J.P. Pennington (* 1949) stammt aus einer Familie mit ausgeprägter Country-Musik-Tradition; dennoch begann Exile zunächst als klassische Rock-’n’-Roll-Band.

### Erste Erfolge mit Pop-Rock
1976 gelang ihnen mit dem von den britischen Hit-Schreibern Nicky Chinn und Mike Chapman komponierten Stück Try It On eine erste Platzierung im hinteren Bereich der amerikanischen Billboard-Charts. Mitte 1978 wurde ihr vom selben Team geschriebenes Kiss You All Over ein internationaler Top-Hit (USA Platz 1, Deutschland Platz 3, Großbritannien Platz 6). Ihre beiden ebenfalls von Chinn/Chapman komponierten Nachfolgetitel (darunter How Could This Go Wrong) erreichten in Deutschland, Großbritannien und den USA noch einmal mittlere Positionen, danach war Exile aus den Charts fast verschwunden. Sie verloren ihren Plattenvertrag und waren gezwungen – wie zu Beginn ihrer Karriere – durch die Clubszene von Kentucky zu tingeln. Heart and Soul war nur mäßig erfolgreich, wurde jedoch in der Interpretation von Huey Lewis and the News ein Top-10-Hit in den USA.

### Erfolge mit Country-Rock
J. P. Pennington und Sonny LeMaire begannen Songs zu schreiben, die von bekannten Country-Sängern wie Kenny Rogers oder Janie Fricke aufgegriffen wurden. Exile näherte sich daraufhin der Country-Musik an und unterschrieb 1983 beim Nashviller Epic-Label. Zu diesem Zeitpunkt bestand die Band aus J.P. Pennington, Sonny LeMaire, Les Taylor, Marlon Hargis und Steve Goetzman. 1983 konnten sie sich erstmals in den amerikanischen Country-Charts platzieren und hatten dort zwischen 1983 und 1987 zehn Nummer-eins-Hits.
Die Erfolge gelangen in einer Zeit, als die Country-Musik sich teilweise kommerzieller Popmusik angenähert hatte. Mitte der achtziger Jahre wurde von den Neuen Traditionalisten des sogenannten New Country eine Gegenbewegung eingeleitet, und Exile verlor schnell wieder an Boden. Personelle Veränderungen waren die Folge: Marlon Hargis wurde durch Lee Carroll und Les Taylor durch Mark Jones ersetzt. Schließlich verließ 1989 sogar Gründer Pennington die Gruppe – an seine Stelle trat Paul Martin. 1990 wechselte man zum Arista-Label. Es gab noch einige mäßig erfolgreiche Hits, dann verlor die Schallplattenfirma das Interesse an einer weiteren Zusammenarbeit. 1995 fand man sich noch einmal zur Produktion eines Albums zusammen. 2013 feierte die Band ihr fünfzigstes Bühnenjubiläum mit einer Tour und einem Live-Album, seitdem tritt die Gruppe nur noch sporadisch auf.

## Diskografie

### Alben
| Jahr | Titel                  | Höchstplatzierung, Gesamtwochen, AuszeichnungChartplatzierungen (Jahr, Titel, Platzierungen, Wochen, Auszeichnungen, Anmerkungen) | Höchstplatzierung, Gesamtwochen, AuszeichnungChartplatzierungen (Jahr, Titel, Platzierungen, Wochen, Auszeichnungen, Anmerkungen) | Höchstplatzierung, Gesamtwochen, AuszeichnungChartplatzierungen (Jahr, Titel, Platzierungen, Wochen, Auszeichnungen, Anmerkungen) | Anmerkungen                              |
| Jahr | Titel                  | DE | US | Country | Anmerkungen                              |
| ---- | ---------------------- | --- | --- | --- | ---------------------------------------- |
| 1978 | Mixed Emotions         | DE27 (8 Wo.)DE | US14 Gold · (26 Wo.)US | — |                                          |
| 1979 | All There Is           | DE50 (1 Wo.)DE | — | — | Erstveröffentlichung: 24. Mai 1979       |
| 1983 | Exile                  | — | — | Country10 (49 Wo.)Country |                                          |
| 1984 | Kentucky Hearts        | — | — | Country1 (55 Wo.)Country | Erstveröffentlichung: 19. Juni 1984      |
| 1985 | Hang On To Your Heart  | — | — | Country2 (48 Wo.)Country |                                          |
| 1986 | Greatest Hits          | — | US— GoldUS | Country2 (84 Wo.)Country | Erstveröffentlichung: 23. September 1986 |
| 1987 | Shelter From The Night | — | — | Country13 (46 Wo.)Country |                                          |
| 1990 | Still Standing         | — | — | Country42 (12 Wo.)Country | Erstveröffentlichung: 14. Februar 1990   |
| 1991 | Justice                | — | — | Country66 (5 Wo.)Country | Erstveröffentlichung: 25. Juni 1991      |

Weitere Alben
- 1973: Exile
- 1979: Stage Pass
- 1980: Don’t Leave Me This Way
- 1987: I Love Country
- 1995: Latest & Greatest

### Singles
| Jahr | Titel Album                                      | Höchstplatzierung, Gesamtwochen, AuszeichnungChartplatzierungen (Jahr, Titel, Album, Platzierungen, Wochen, Auszeichnungen, Anmerkungen) | Höchstplatzierung, Gesamtwochen, AuszeichnungChartplatzierungen (Jahr, Titel, Album, Platzierungen, Wochen, Auszeichnungen, Anmerkungen) | Höchstplatzierung, Gesamtwochen, AuszeichnungChartplatzierungen (Jahr, Titel, Album, Platzierungen, Wochen, Auszeichnungen, Anmerkungen) | Höchstplatzierung, Gesamtwochen, AuszeichnungChartplatzierungen (Jahr, Titel, Album, Platzierungen, Wochen, Auszeichnungen, Anmerkungen) | Höchstplatzierung, Gesamtwochen, AuszeichnungChartplatzierungen (Jahr, Titel, Album, Platzierungen, Wochen, Auszeichnungen, Anmerkungen) | Höchstplatzierung, Gesamtwochen, AuszeichnungChartplatzierungen (Jahr, Titel, Album, Platzierungen, Wochen, Auszeichnungen, Anmerkungen) | Anmerkungen                          |
| Jahr | Titel Album                                      | DE | AT | CH | UK | US | Country | Anmerkungen                          |
| ---- | ------------------------------------------------ | --- | --- | --- | --- | --- | --- | ------------------------------------ |
| 1977 | Try It On –                                      | — | — | — | — | US97 (3 Wo.)US | — |                                      |
| 1978 | Kiss You All Over Mixed Emotions                 | DE3 (24 Wo.)DE | AT9 (16 Wo.)AT | CH3 (12 Wo.)CH | UK6 Silber · (12 Wo.)UK | US1 Platin · (23 Wo.)US | — | Erstveröffentlichung: Juni 1978      |
| 1978 | You Thrill Me Mixed Emotions                     | DE13 (16 Wo.)DE | — | — | — | US40 (11 Wo.)US | — | Erstveröffentlichung: November 1978  |
| 1979 | How Could This Go Wrong All There Is             | DE12 (24 Wo.)DE | AT25 (4 Wo.)AT | — | UK67 (2 Wo.)UK | US88 (2 Wo.)US | — | Erstveröffentlichung: März 1979      |
| 1979 | Heart and Soul –                                 | DE75 (1 Wo.)DE | — | — | UK54 (4 Wo.)UK | — | — | Charteinstieg in DE erst 1981        |
| 1979 | The Part of Me That Needs You Most All There Is  | DE33 (21 Wo.)DE | — | — | — | — | — | Erstveröffentlichung: 1. August 1979 |
| 1980 | Too Proud to Cry All There Is                    | DE73 (1 Wo.)DE | — | — | — | — | — | Erstveröffentlichung: März 1980      |
| 1983 | High Cost of Leaving Exile                       | — | — | — | — | — | Country27 (16 Wo.)Country | Erstveröffentlichung: Juli 1983      |
| 1983 | Woke Up In Love Exile                            | — | — | — | — | — | Country1 (22 Wo.)Country | Erstveröffentlichung: November 1983  |
| 1983 | I Don’t Wanna Be a Memory Exile                  | — | — | — | — | — | Country1 (24 Wo.)Country |                                      |
| 1984 | Give Me One More Chance Kentucky Hearts          | — | — | — | — | — | Country1 (26 Wo.)Country |                                      |
| 1984 | Crazy For Your Love Kentucky Hearts              | — | — | — | — | — | Country1 (23 Wo.)Country | Erstveröffentlichung: Dezember 1984  |
| 1985 | Stay With Me –                                   | — | — | — | — | — | Country86 (4 Wo.)Country | Erstveröffentlichung: März 1985      |
| 1985 | She’s a Miracle Hang On To Your Heart            | — | — | — | — | — | Country1 (22 Wo.)Country | Erstveröffentlichung: April 1985     |
| 1985 | Hang On To Your Heart                            | — | — | — | — | — | Country1 (24 Wo.)Country | Erstveröffentlichung: August 1985    |
| 1985 | I Could Get Used To You Hang On To Your Heart    | — | — | — | — | — | Country1 (22 Wo.)Country | Erstveröffentlichung: November 1985  |
| 1986 | Super Love Hang On To Your Heart                 | — | — | — | — | — | Country14 (16 Wo.)Country | Erstveröffentlichung: April 1986     |
| 1986 | It’ll Be Me Hang On To Your Heart                | — | — | — | — | — | Country1 (22 Wo.)Country | Erstveröffentlichung: Juli 1986      |
| 1987 | She’s Too Good To Be True Hang On To Your Heart  | — | — | — | — | — | Country1 (23 Wo.)Country | Erstveröffentlichung: April 1987     |
| 1987 | I Can’t Get Close Enough –                       | — | — | — | — | — | Country1 (22 Wo.)Country | Erstveröffentlichung: August 1987    |
| 1988 | Feel Like Foolin’ Around Shelter From The Night  | — | — | — | — | — | Country60 (4 Wo.)Country | Erstveröffentlichung: Januar 1988    |
| 1988 | Just One Kiss Shelter From The Night             | — | — | — | — | — | Country9 (18 Wo.)Country | Erstveröffentlichung: März 1988      |
| 1988 | It’s You Again Shelter From The Night            | — | — | — | — | — | Country21 (18 Wo.)Country | Erstveröffentlichung: Juli 1988      |
| 1989 | Keep It In the Middle of the Road Still Standing | — | — | — | — | — | Country17 (25 Wo.)Country | Erstveröffentlichung: November 1989  |
| 1990 | Nobody’s Talking Still Standing                  | — | — | — | — | — | Country2 (21 Wo.)Country | Erstveröffentlichung: März 1990      |
| 1990 | Yet Still Standing                               | — | — | — | — | — | Country7 (20 Wo.)Country | Erstveröffentlichung: August 1990    |
| 1990 | There You Go Still Standing                      | — | — | — | — | — | Country32 (20 Wo.)Country | Erstveröffentlichung: November 1990  |
| 1991 | Even Now Justice                                 | — | — | — | — | — | Country16 (20 Wo.)Country | Erstveröffentlichung: Mai 1991       |

Weitere Singles
- 1985: Dixie Girl